# Partecipanti al Tour de France 2020
Elenco dei partecipanti al Tour de France 2020.
Il Tour de France 2020 fu la centosettesima edizione della corsa. Alla competizione presero parte 22 squadre, le diciannove iscritte all'UCI World Tour 2020 e le tre squadre invitate (la Total Direct Énergie, la Team Arkéa-Samsic e la B&B Hotels-Vital Concept, tutte di categoria UCI ProTeams), ciascuna delle quali composta da otto corridori, per un totale di 176 ciclisti. La corsa partì il 29 agosto da Nizza e terminò il 20 settembre sugli Champs-Élysées, a Parigi.

## Corridori per squadra
Nota: R ritirato, NP non partito, FTM fuori tempo massimo, SQ squalificato
| Ineos Grenadiers        | Ineos Grenadiers             | Ineos Grenadiers        | Team Arkéa-Samsic          | Team Arkéa-Samsic              | Team Arkéa-Samsic          | Mitchelton-Scott         | Mitchelton-Scott              | Mitchelton-Scott         |
| ----------------------- | ---------------------------- | ----------------------- | -------------------------- | ------------------------------ | -------------------------- | ------------------------ | ----------------------------- | ------------------------ |
| 1                       | Egan Bernal                  | NP 17ª                  | 81                         | Nairo Quintana                 | 17º                        | 161                      | Adam Yates                    | 9º                       |
| 2                       | Andrey Amador                | 77º                     | 82                         | Winner Anacona                 | 66º                        | 162                      | Jack Bauer                    | 83º                      |
| 3                       | Richard Carapaz              | 13º                     | 83                         | Warren Barguil                 | 14º                        | 163                      | Sam Bewley                    | R 10ª                    |
| 4                       | Jonathan Castroviejo         | NP 19ª                  | 84                         | Kévin Ledanois                 | 102º                       | 164                      | Esteban Chaves                | 23º                      |
| 5                       | Michał Kwiatkowski           | 30º                     | 85                         | Dayer Quintana                 | 95º                        | 165                      | Daryl Impey                   | 97º                      |
| 6                       | Luke Rowe                    | 129º                    | 86                         | Diego Rosa                     | R 8ª                       | 166                      | Christopher Juul Jensen       | 99º                      |
| 7                       | Pavel Sivakov                | 87º                     | 87                         | Clément Russo                  | 133º                       | 167                      | Luka Mezgec                   | 88º                      |
| 8                       | Dylan van Baarle             | 59º                     | 88                         | Connor Swift                   | 106º                       | 168                      | Mikel Nieve                   | R 17ª                    |
| D.S.: Ole Gabriel Rasch | D.S.: Ole Gabriel Rasch      | D.S.: Ole Gabriel Rasch | D.S.: Yvon Ledanois        | D.S.: Yvon Ledanois            | D.S.: Yvon Ledanois        | D.S.: Matthew White      | D.S.: Matthew White           | D.S.: Matthew White      |
| Team Jumbo-Visma        | Team Jumbo-Visma             | Team Jumbo-Visma        | Movistar Team              | Movistar Team                  | Movistar Team              | Israel Start-Up Nation   | Israel Start-Up Nation        | Israel Start-Up Nation   |
| 11                      | Primož Roglič (Lin.)         | 2º                      | 91                         | Alejandro Valverde             | 12º                        | 171                      | Daniel Martin                 | 41º                      |
| 12                      | George Bennett               | 34º                     | 92                         | Dario Cataldo                  | 80º                        | 172                      | André Greipel                 | R 18ª                    |
| 13                      | Amund Grøndahl Jansen        | 128º                    | 93                         | Imanol Erviti                  | 74º                        | 173                      | Ben Hermans                   | 68º                      |
| 14                      | Tom Dumoulin                 | 7º                      | 94                         | Enric Mas                      | 5º                         | 174                      | Hugo Hofstetter               | 115º                     |
| 15                      | Robert Gesink                | 42º                     | 95                         | Nelson Oliveira                | 55º                        | 175                      | Krists Neilands               | 85º                      |
| 16                      | Sepp Kuss                    | 15º                     | 96                         | José Joaquín Rojas             | 70º                        | 176                      | Guy Niv                       | 139º                     |
| 17                      | Tony Martin                  | 118º                    | 97                         | Marc Soler                     | 21º                        | 177                      | Nils Politt                   | 120º                     |
| 18                      | Wout Van Aert                | 20º                     | 98                         | Carlos Verona                  | 19º                        | 178                      | Tom Van Asbroeck              | 98º                      |
| D.S.: Grischa Niermann  | D.S.: Grischa Niermann       | D.S.: Grischa Niermann  | D.S.: José Luis Arrieta    | D.S.: José Luis Arrieta        | D.S.: José Luis Arrieta    | D.S.: Eric Van Lancker   | D.S.: Eric Van Lancker        | D.S.: Eric Van Lancker   |
| Bora-Hansgrohe          | Bora-Hansgrohe               | Bora-Hansgrohe          | Trek-Segafredo             | Trek-Segafredo                 | Trek-Segafredo             | Total Direct Énergie     | Total Direct Énergie          | Total Direct Énergie     |
| 21                      | Peter Sagan                  | 84º                     | 101                        | Richie Porte                   | 3º                         | 181                      | Niccolò Bonifazio             | 141º                     |
| 22                      | Emanuel Buchmann             | 38º                     | 102                        | Niklas Eg                      | 51º                        | 182                      | Mathieu Burgaudeau            | 131º                     |
| 23                      | Felix Großschartner          | 63º                     | 103                        | Kenny Elissonde                | 25º                        | 183                      | Lilian Calmejane              | R 8ª                     |
| 24                      | Lennard Kämna                | 33º                     | 104                        | Bauke Mollema                  | R 13ª                      | 184                      | Jérôme Cousin                 | FTM 16ª                  |
| 25                      | Gregor Mühlberger            | R 11ª                   | 105                        | Mads Pedersen (Lin.)           | 124º                       | 185                      | Fabien Grellier               | 117º                     |
| 26                      | Daniel Oss                   | 105º                    | 106                        | Toms Skujiņš (Lin.)            | 81º                        | 186                      | Romain Sicard                 | 31º                      |
| 27                      | Lukas Pöstlberger            | R 19ª                   | 107                        | Jasper Stuyven                 | 71º                        | 187                      | Geoffrey Soupe                | 123º                     |
| 28                      | Maximilian Schachmann        | 57º                     | 108                        | Edward Theuns                  | 119º                       | 188                      | Anthony Turgis                | 108º                     |
| D.S.: Enrico Poitschke  | D.S.: Enrico Poitschke       | D.S.: Enrico Poitschke  | D.S.: Kim Andersen         | D.S.: Kim Andersen             | D.S.: Kim Andersen         | D.S.: Benoît Génauzeau   | D.S.: Benoît Génauzeau        | D.S.: Benoît Génauzeau   |
| AG2R La Mondiale        | AG2R La Mondiale             | AG2R La Mondiale        | CCC Team                   | CCC Team                       | CCC Team                   | NTT Pro Cycling Team     | NTT Pro Cycling Team          | NTT Pro Cycling Team     |
| 31                      | Romain Bardet                | NP 14ª                  | 111                        | Greg Van Avermaet              | 50º                        | 191                      | Giacomo Nizzolo (Lin.) (Lin.) | R 8ª                     |
| 32                      | Mikaël Cherel                | 26º                     | 112                        | Alessandro De Marchi           | 100º                       | 192                      | Edvald Boasson Hagen          | 101º                     |
| 33                      | Benoît Cosnefroy             | 116º                    | 113                        | Simon Geschke                  | 48º                        | 193                      | Ryan Gibbons (Lin.)           | 121º                     |
| 34                      | Pierre Latour                | R 14ª                   | 114                        | Jan Hirt                       | 67º                        | 194                      | Michael Gogl                  | NP 19ª                   |
| 35                      | Oliver Naesen                | 61º                     | 115                        | Jonas Koch                     | 125º                       | 195                      | Michael Valgren               | 73º                      |
| 36                      | Nans Peters                  | 65º                     | 116                        | Michael Schär                  | 69º                        | 196                      | Roman Kreuziger               | 109º                     |
| 37                      | Clément Venturini            | 104º                    | 117                        | Matteo Trentin                 | 79º                        | 197                      | Domenico Pozzovivo            | NP 10ª                   |
| 38                      | Alexis Vuillermoz            | 35º                     | 118                        | Il'nur Zakarin                 | R 12ª                      | 198                      | Max Walscheid                 | 134º                     |
| D.S.: Julien Jurdie     | D.S.: Julien Jurdie          | D.S.: Julien Jurdie     | D.S.: Steve Bauer          | D.S.: Steve Bauer              | D.S.: Steve Bauer          | D.S.: Gino Vanoudenhove  | D.S.: Gino Vanoudenhove       | D.S.: Gino Vanoudenhove  |
| Deceuninck-Quick Step   | Deceuninck-Quick Step        | Deceuninck-Quick Step   | Cofidis, Solutions Crédits | Cofidis, Solutions Crédits     | Cofidis, Solutions Crédits | Team Sunweb              | Team Sunweb                   | Team Sunweb              |
| 41                      | Julian Alaphilippe           | 36º                     | 121                        | Guillaume Martin               | 11º                        | 201                      | Tiesj Benoot                  | 75º                      |
| 42                      | Kasper Asgreen (Lin.)        | 114º                    | 122                        | Simone Consonni                | 112º                       | 202                      | Nikias Arndt                  | 126º                     |
| 43                      | Sam Bennett (Lin.)           | 138º                    | 123                        | Nicolas Edet                   | 49º                        | 203                      | Cees Bol                      | 140º                     |
| 44                      | Rémi Cavagna                 | 113º                    | 124                        | Jesús Herrada                  | 44º                        | 204                      | Marc Hirschi                  | 54º                      |
| 45                      | Tim Declercq                 | 127º                    | 125                        | Christophe Laporte             | 107º                       | 205                      | Søren Kragh Andersen          | 58º                      |
| 46                      | Dries Devenyns               | 90º                     | 126                        | Anthony Perez                  | R 3ª                       | 206                      | Joris Nieuwenhuis             | 103º                     |
| 47                      | Bob Jungels                  | 43º                     | 127                        | Pierre-Luc Périchon            | 86º                        | 207                      | Casper Pedersen               | 92º                      |
| 48                      | Michael Mørkøv               | 130º                    | 128                        | Elia Viviani                   | 135º                       | 208                      | Nicolas Roche                 | 64º                      |
| D.S.: Tom Steels        | D.S.: Tom Steels             | D.S.: Tom Steels        | D.S.: Roberto Damiani      | D.S.: Roberto Damiani          | D.S.: Roberto Damiani      | D.S.: Matthew Winston    | D.S.: Matthew Winston         | D.S.: Matthew Winston    |
| Groupama-FDJ            | Groupama-FDJ                 | Groupama-FDJ            | UAE Team Emirates          | UAE Team Emirates              | UAE Team Emirates          | B&B Hotels-Vital Concept | B&B Hotels-Vital Concept      | B&B Hotels-Vital Concept |
| 51                      | Thibaut Pinot                | 29º                     | 131                        | Tadej Pogačar (Cr.)            | 1º                         | 211                      | Bryan Coquard                 | 122º                     |
| 52                      | William Bonnet               | R 8ª                    | 132                        | Fabio Aru                      | R 9ª                       | 212                      | Cyril Barthe                  | 96º                      |
| 53                      | David Gaudu                  | R 16ª                   | 133                        | David de la Cruz               | 72º                        | 213                      | Maxime Chevalier              | 136º                     |
| 54                      | Stefan Küng (Cr.)            | NP 17ª                  | 134                        | Davide Formolo                 | NP 11ª                     | 214                      | Jens Debusschere              | FTM 17ª                  |
| 55                      | Matthieu Ladagnous           | 94º                     | 135                        | Alexander Kristoff             | 132º                       | 215                      | Cyril Gautier                 | 78º                      |
| 56                      | Valentin Madouas             | 27º                     | 136                        | Vegard Stake Laengen           | 82º                        | 216                      | Quentin Pacher                | 53º                      |
| 57                      | Rudy Molard                  | 39º                     | 137                        | Marco Marcato                  | 111º                       | 217                      | Kévin Réza                    | 137º                     |
| 58                      | Sébastien Reichenbach (Lin.) | 24º                     | 138                        | Jan Polanc                     | 40º                        | 218                      | Pierre Rolland                | 18º                      |
| D.S.: Thierry Bricaud   | D.S.: Thierry Bricaud        | D.S.: Thierry Bricaud   | D.S.: Allan Peiper         | D.S.: Allan Peiper             | D.S.: Allan Peiper         | D.S.: Jimmy Engoulvent   | D.S.: Jimmy Engoulvent        | D.S.: Jimmy Engoulvent   |
| Bahrain-McLaren         | Bahrain-McLaren              | Bahrain-McLaren         | Astana Pro Team            | Astana Pro Team                | Astana Pro Team            |                          |                               |                          |
| 61                      | Mikel Landa                  | 4º                      | 141                        | Miguel Ángel López             | 6º                         |                          |                               |                          |
| 62                      | Pello Bilbao                 | 16º                     | 142                        | Omar Fraile                    | 60º                        |                          |                               |                          |
| 63                      | Damiano Caruso               | 10º                     | 143                        | Hugo Houle                     | 47º                        |                          |                               |                          |
| 64                      | Sonny Colbrelli              | 93º                     | 144                        | Gorka Izagirre                 | 22º                        |                          |                               |                          |
| 65                      | Marco Haller                 | 143º                    | 145                        | Ion Izagirre                   | R 11ª                      |                          |                               |                          |
| 66                      | Matej Mohorič                | 76º                     | 146                        | Aleksej Lucenko (Lin.) e (Cr.) | 46º                        |                          |                               |                          |
| 67                      | Wout Poels                   | 110º                    | 147                        | Luis León Sánchez (Lin.)       | 32º                        |                          |                               |                          |
| 68                      | Rafael Valls                 | NP 2ª                   | 148                        | Harold Tejada                  | 45º                        |                          |                               |                          |
| D.S.: Gorazd Štangelj   | D.S.: Gorazd Štangelj        | D.S.: Gorazd Štangelj   | D.S.: Dmitriy Fofonov      | D.S.: Dmitriy Fofonov          | D.S.: Dmitriy Fofonov      |                          |                               |                          |
| EF Pro Cycling          | EF Pro Cycling               | EF Pro Cycling          | Lotto Soudal               | Lotto Soudal                   | Lotto Soudal               |                          |                               |                          |
| 71                      | Rigoberto Urán               | 8º                      | 151                        | Caleb Ewan                     | 144º                       |                          |                               |                          |
| 72                      | Alberto Bettiol              | 62º                     | 152                        | Steff Cras                     | R 9ª                       |                          |                               |                          |
| 73                      | Hugh Carthy                  | 37º                     | 153                        | Jasper De Buyst                | 142º                       |                          |                               |                          |
| 74                      | Sergio Higuita (Lin.)        | R 15ª                   | 154                        | Thomas De Gendt                | 52º                        |                          |                               |                          |
| 75                      | Jens Keukeleire              | 89º                     | 155                        | John Degenkolb                 | FTM 1ª                     |                          |                               |                          |
| 76                      | Daniel Martínez              | 28º                     | 156                        | Frederik Frison                | 145º                       |                          |                               |                          |
| 77                      | Neilson Powless              | 56º                     | 157                        | Philippe Gilbert               | NP 2ª                      |                          |                               |                          |
| 78                      | Tejay van Garderen           | 91º                     | 158                        | Roger Kluge                    | 146º                       |                          |                               |                          |
| D.S.: Charly Wegelius   | D.S.: Charly Wegelius        | D.S.: Charly Wegelius   | D.S.: Mario Aerts          | D.S.: Mario Aerts              | D.S.: Mario Aerts          |                          |                               |                          |

### Legenda
| Dorsale       | Dorsale di partenza del ciclista | Posizione     | Posizione finale nella classifica generale               |
| Maglia gialla | Indica il vincitore della classifica generale                                                                                        | Maglia a pois | Indica il vincitore della classifica dei GPM             |
| Maglia verde  | Indica il vincitore della classifica a punti                                                                                         | Maglia bianca | Indica il vincitore della classifica dei giovani         |
| NP            | Indica un ciclista che non è ripartito in una tappa la mattina                                                                       | R             | Indica un ciclista che si è ritirato in una tappa        |
| FTM           | Indica un ciclista che ha concluso una tappa fuori tempo, ossia ha impiegato più tempo rispetto a quanto stabilito dal tempo massimo | EX            | Corridore escluso per non aver rispettato il regolamento |

## Ciclisti per nazione
Le nazionalità rappresentate nella manifestazione sono 30; in tabella il numero dei ciclisti suddivisi per la propria nazione di appartenenza:
| Numero ciclisti | Nazione                                                                                        |
| --------------- | ---------------------------------------------------------------------------------------------- |
| 39              | Francia                                                                                        |
| 17              | Belgio, Spagna                                                                                 |
| 16              | Italia                                                                                         |
| 12              | Germania                                                                                       |
| 10              | Colombia                                                                                       |
| 8               | Danimarca                                                                                      |
| 7               | Paesi Bassi                                                                                    |
| 5               | Austria, Slovenia                                                                              |
| 4               | Gran Bretagna, Norvegia, Svizzera                                                              |
| 3               | Irlanda, Nuova Zelanda, Stati Uniti                                                            |
| 2               | Australia, Lettonia, Polonia, Rep. Ceca, Russia, Sudafrica                                     |
| 1               | Canada, Costa Rica, Ecuador, Israele, Kazakistan, Lussemburgo, Polonia, Portogallo, Slovacchia |

### Quadro d'insieme nazionalità e tappe
| Nazione       | Corridori partenti | Corridori arrivati | Tappe vinte                             |
| ------------- | ------------------ | ------------------ | --------------------------------------- |
| Francia       | 39                 | 32                 | 2 (Julian Alaphilippe, Nans Peters)     |
| Belgio        | 17                 | 14                 | 2 (Wout Van Aert)                       |
| Spagna        | 17                 | 13                 | 0                                       |
| Italia        | 16                 | 11                 | 0                                       |
| Germania      | 12                 | 10                 | 1 (Lennard Kämna)                       |
| Colombia      | 10                 | 8                  | 2 (Daniel Martínez, Miguel Ángel López) |
| Danimarca     | 8                  | 8                  | 2 (Søren Kragh Andersen)                |
| Paesi Bassi   | 7                  | 6                  | 0                                       |
| Austria       | 5                  | 2                  | 0                                       |
| Slovenia      | 5                  | 5                  | 4 (3 Tadej Pogačar, Primož Roglič)      |
| Norvegia      | 4                  | 4                  | 1 (Alexander Kristoff)                  |
| Svizzera      | 4                  | 3                  | 1 (Marc Hirschi)                        |
| Australia     | 3                  | 2                  | 2 (Caleb Ewan)                          |
| Regno Unito   | 3                  | 3                  | 0                                       |
| Irlanda       | 3                  | 3                  | 2 (Sam Bennett)                         |
| Nuova Zelanda | 3                  | 2                  | 0                                       |
| Stati Uniti   | 3                  | 3                  | 0                                       |
| Lettonia      | 2                  | 2                  | 0                                       |
| Russia        | 2                  | 1                  | 0                                       |
| Rep. Ceca     | 2                  | 2                  | 0                                       |
| Sudafrica     | 2                  | 2                  | 0                                       |
| Canada        | 1                  | 1                  | 0                                       |
| Costa Rica    | 1                  | 1                  | 0                                       |
| Ecuador       | 1                  | 1                  | 0                                       |
| Israele       | 1                  | 1                  | 0                                       |
| Kazakistan    | 1                  | 1                  | 1 (Alexey Lutsenko)                     |
| Lussemburgo   | 1                  | 1                  | 0                                       |
| Polonia       | 1                  | 1                  | 1 (Michał Kwiatkowski)                  |
| Portogallo    | 1                  | 1                  | 0                                       |
| Slovacchia    | 1                  | 1                  | 0                                       |
| Totale        | 176                | 146                | 21                                      |